# Archivo General de Indias

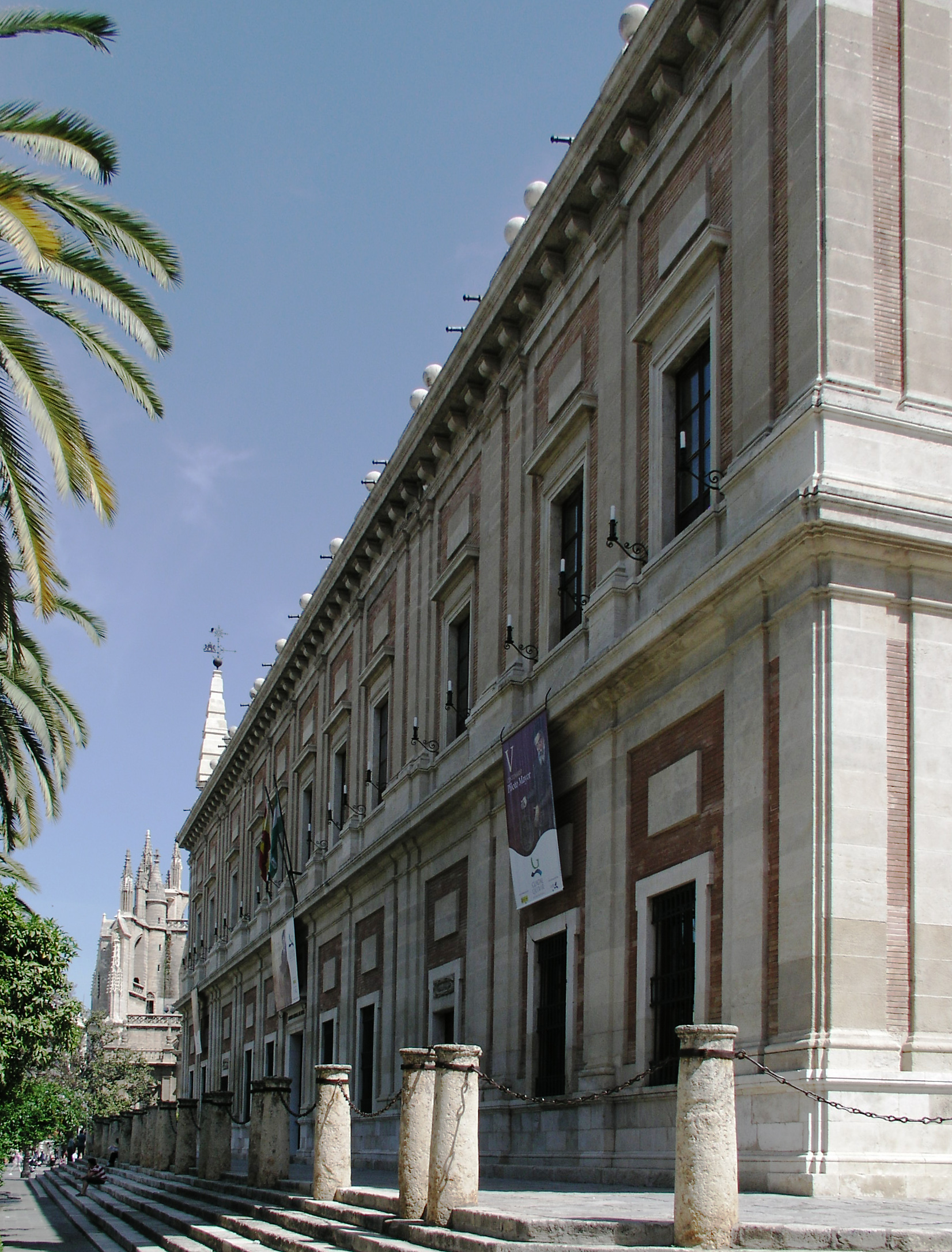
Archivo General de Indias

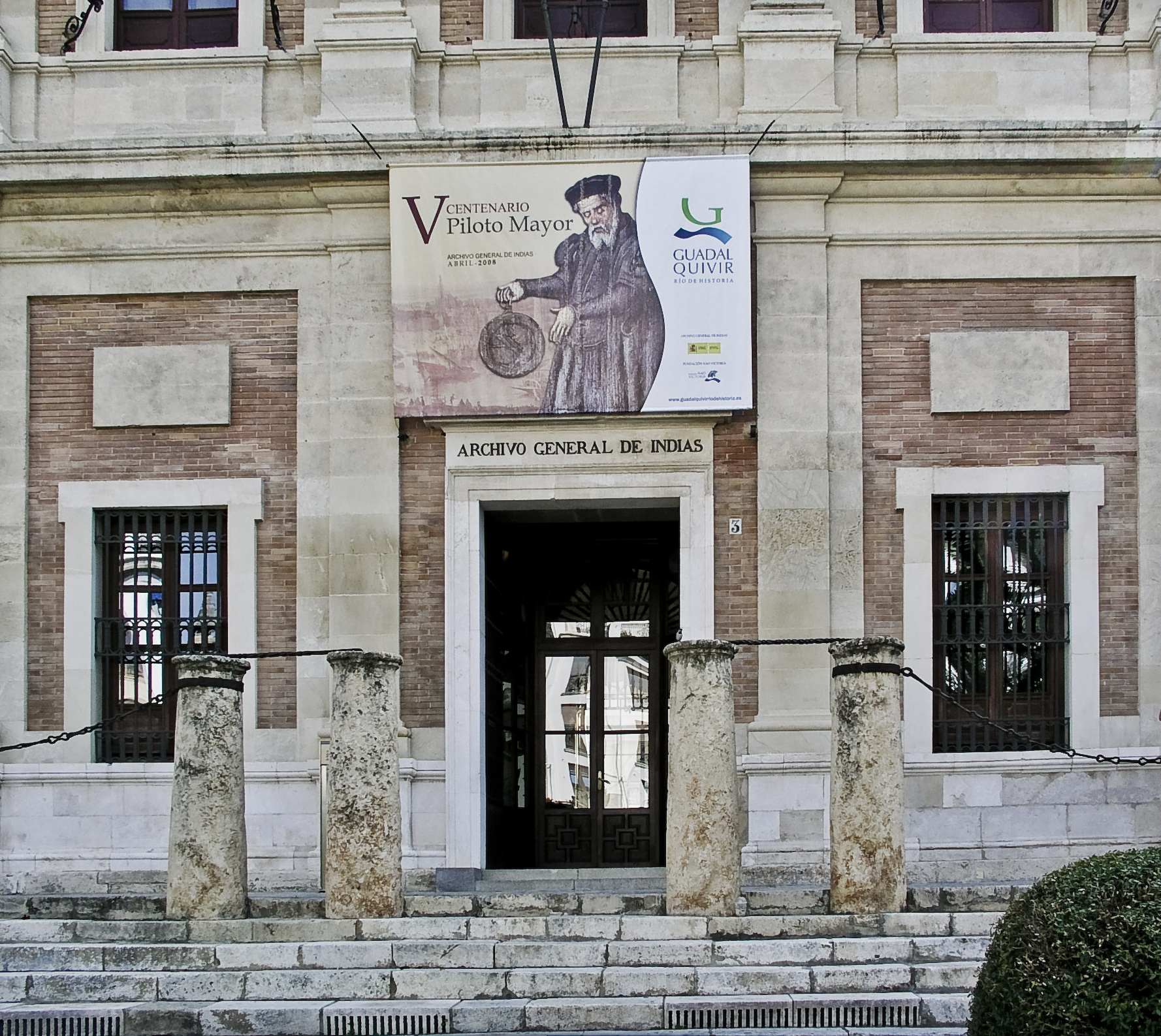
Ingången till arkivet

Archivo General de Indias tillkom 1785 på begäran av kungen Karl III av Spanien, med målet att centralisera på en enda plats referensdokument rörande de spanska kolonierna som då var utspridda på flera arkiv: Simancas, Cádiz och Sevilla. Ansvarig för projektet blev José de Gálvez y Gallardo, Indiensekreterare, som tog hand om den akademiska delen och historikern Juan Bautista Muñoz, förste kosmograf för Indias, som tog hand om dess utförande.
Byggnaden Casa Lonja de Mercaderes i Sevilla, som var konstruerad under Filip II av Spanien mellan 1584 och 1598, av Juan de Mijares, efter ritningar av Juan de Herrera, valdes som plats för arkivet, en uppgift som den har även i dag.
Arkivet omfattar i dag mer än 9 000 hyllmeter. Det handlar om 43 000 dossier med omkring 80 miljoner sidor och 8 000 kartor och teckningar som härstammar huvudsakligen från koloniernas statsförvaltningar:
- Consejo de Indias, 1500-talet-1800-talet
- Casa de la Contratación, 1500-talet-1700-talet
- Consulados de Sevilla y Cádiz, 1500-talet-1800-talet
- Secretarías de Estado y del Despacho Universal de Indias, de Estado, Gracia y Justicia, Hacienda y Guerra, 1700-talet-1800-talet
- Secretaría del Juzgado de Arribadas de Cádiz, 1700-talet-1800-talet
- Comisaría Interventora de la Hacienda Pública de Cádiz, Dirección General de la Renta de Correos, 1700-talet-1800-talet
- Sala de Ultramar, Tribunal de Cuentas, 1800-talet
- Real Compañía de la Habana, 1700-talet-1800-talet.

Några dokument härstammar direkt från organisationer i kolonierna eller personer i den koloniala förvaltningen eller från enskilda personer (till exempel dokumenten från Columbus som förvärvades 1930).
För närvarande är arkivet det största existerande över Spaniens aktiviteter i Amerika och Filippinerna och innehåller dokument som behandlar den politiska, sociala och ekonomiska historien, kyrkans historia och konstens och kulturens utveckling samt om geografin i dessa områden. Arkivet innehåller en stor mängd ovärderliga historiska artefakt: handskrivna texter av Christofer Columbus, Ferdinand Magellan, Vasco Núñez de Balboa, Hernán Cortés, Francisco Pizarro med flera. Tusentals forskare besöker arkivet varje år.
Arkivet är ett av de allmänna arkiven (tillsammans med arkivet i Aragón och arkivet i Simancas) som hör till den spanska staten. 1987 utsågs det till Världsarv av Unesco tillsammans med katedralen, Giralda och Reales Alcázares i Sevilla.